# ميخائيل ألكورن
ميخائيل ألكورن (بالإنجليزية: Michael Alcorn)‏ هو ملحن بريطاني، ولد في 22 يناير 1962.